# 카렐리야 공화국의 행정 구역
다음은 카렐리야 공화국의 행정 구역이다.
- 공화국 지정 도시

  - 페트로자보츠크 (Петрозаводск) (수도)
  - 코스토묵샤 (Костомукша)
  - 소르타발라 (Сортавала)
    - 헬률랴 (Хелюля)
    - 뱌르칠랴 (Вяртсиля)
- 군
  - 벨로모르스키군 (Беломорский)
    - 벨로모르스크 시 (Беломорск)

  - 칼레발스키군 (Калевальский)
    - 칼레발라 (Калевала)

  - 켐스키군 (Кемский)
    - 켐 시 (Кемь)

  - 콘도포시스키군 (Кондопожский)
    - 콘도포가 시 (Кондопога)

  - 라흐덴포흐스키군 (Лахденпохский)
    - 라흐덴포히야 시 (Лахденпохья)

  - 로우흐스키군 (Лоухский)
    - 추파 (Чупа)
    - 로우히 (Лоухи)
    - 퍄오제르스키 (Пяозерский)

  - 메드베지예고르스키군 (Медвежьегорский)
    - 메드베지예고르스크 시 (Медвежьегорск)
    - 핀두시 (Пиндуши)
    - 포베네츠 (Повенец)

  - 무예제르스키군 (Муезерский)
    - 무예제르스키 (Муезерский)

  - 올로네츠키군 (Олонецкий)
    - 올로네츠 시 (Олонец)

  - 핏캬란츠키군 (Питкярантский)
    - 핏캬란타 시 (Питкяранта)

  - 프리오네시스키군 (Прионежский)
  - 프랴진스키군 (Пряжинский)
    - 프랴자 (Пряжа)

  - 푸도시스키군 (Пудожский)
    - 푸도시 시 (Пудож)

  - 세제시스키군 (Сегежский)
    - 세게자 시 (Сегежа)
    - 나드보이치 (Надвоицы)

  - 수오야릅스키군 (Суоярвский)
    - 수오야르비 시 (Суоярви)

## 같이 보기
- 벱스카야 나치오날나야 볼로스티 (Вепсская национальная волость)